# ボルト毎メートル
ボルト毎メートル（ボルトまいメートル、記号: V/m）は、電界の強さ（電界強度・電場強度または単に電界・電場ともいう）の単位である。
電界とは、空間中に電荷が存在することによって引き起こされる電位の勾配のことであり、電界の強さは単位長さ当たりの電位差によって示される。ボルト毎メートルは、電位の単位ボルト(V)を長さの単位メートル(m)で除したものである。
日本の計量単位令では、上記のような定義ではなく、「毎メートル真空中において1クーロン(C)の電気量を有する無限に小さい静止している帯電体に働く力が1ニュートン(N)である電界の強さ」(N/C)と定義されている。J=N·mよりN=J/m、V=J/CよりC=J/Vであるので、N/C=V/mとなる。

## 符号位置
| 記号 | Unicode | JIS X 0213 | 文字参照          | 名称             |
| ---- | ------- | ---------- | ----------------- | ---------------- |
| ㏞   | U+33DE  | -          | &#x33DE; &#13278; | ボルト毎メートル |

Unicodeには、ボルト毎メートルを表す上記の文字が収録されている。これはCJK互換用文字であり、既存の文字コードに対する後方互換性のために収録されているものであるので、使用は推奨されない。